# 切奎斯特鎮區 (愛荷華州范布倫縣)
切奎斯特鎮區（英語：Chequest Township）是位於美國愛荷華州范布倫縣的一個行政鎮區。

## 地方資料
根據2010年美國人口普查的數據，切奎斯特鎮區的面積為93.70平方千米，當中陸地面積為93.64平方千米，而水域面積為0.06平方千米。當地共有人口232人，而人口密度為每平方千米2.48人。